# Mermessus major
Mermessus major là một loài nhện trong họ Linyphiidae.
Loài này thuộc chi Mermessus. Mermessus major được Alfred Frank Millidge miêu tả năm 1987.